# 616 Elly
616 Elly eller 1906 VT är en asteroid i huvudbältet, som upptäcktes 17 oktober 1906 av den tyska astronomen August Kopff i Heidelberg. Den är uppkallad efter Elly Boehm.
Asteroiden har en diameter på ungefär 21 kilometer och tillhör asteroidgruppen Maria.